# Serjania inebrians
Serjania inebrians är en kinesträdsväxtart som beskrevs av Ludwig Radlkofer. Serjania inebrians ingår i släktet Serjania och familjen kinesträdsväxter. Inga underarter finns listade i Catalogue of Life.